# Sosa (Sassonia)
Sosa è un comune di 2.098 abitanti della Sassonia, in Germania.
Appartiene al circondario (Landkreis) di Erzgebirgskreis (targa ERZ) ed è parte della comunità amministrativa (Verwaltungsgemeinschaft) di Eibenstock.